# Lamar Hunt U.S. Open Cup 2017
La Lamar Hunt U.S. Open Cup 2017 è stata la centoquattresima edizione della coppa nazionale statunitense.

## Squadre partecipanti

### MLS
- Atlanta United
- Chicago Fire
- Colorado Rapids
- Columbus Crew
- D.C. United
- FC Dallas
- Houston Dynamo
- LA Galaxy
- Minnesota Utd
- N.E. Revolution

- New York City
- N.Y. Red Bulls
- Orlando City
- Philadelphia Union
- Portland Timbers
- Real Salt Lake
- S.J. Earthquakes
- Seattle Sounders
- Sporting K.C.

### NASL
- Indy Eleven
- Jacksonville Armada
- Miami FC
- N.Y. Cosmos
- North Carolina
- S.F. Deltas

### USL Pro
- Charleston Battery
- Charlotte Independence
- Colorado Springs Switchbacks
- FC Cincinnati
- Harrisburg City I.
- Louisville City
- OKC Energy
- Orange County
- Phoenix Rising

- Pittsburgh Riverhounds
- Reno 1868
- Richmond Kickers
- Rochester Rhinos
- Sacramento Republic
- Saint Louis FC
- San Antonio FC
- T.B. Rowdies
- Tulsa Roughnecks

### NPSL
- Chattanooga FC
- AFC Ann Arbor
- AFC Cleveland
- Atlanta Silverbacks
- Albion SC Pros
- Boston City FC
- Clarkstown S.C. Eagles
- FC Wichita

- Fredericksburg FC
- Grand Rapids FC
- Houston Dutch Lions FC
- Miami Fusion
- New Jersey Copa FC
- V. Legacy 76
- Jacksonville Armada U-23
- OSA FC
- Sonoma County Sol
- Tulsa Athletic

### PDL
- Burlingame Dragons
- Carolina Dynamo
- Charlotte Eagles
- Chicago FC United
- Derby City Rovers
- Des Moines Menace
- FC Tucson
- C.V. Fuego
- Golden State Force
- GPS Portland Phoenix
- Michigan Bucks

- Ocean City Nor'easters
- Oklahoma City Energy U-23
- Reading Utd
- San Diego Zest
- S. Sounders U-23
- South Florida Surf
- The Villages SC
- United Bantams
- Ventura C.F.
- Western Mass Pioneers

### USASA
- Anahuac FC
- Azteca FC
- Boca Raton Football Club
- Christos FC
- Chuli Vista FC
- Colorado Rush
- El Farolito
- FC Motown
- GPS Omens
- L.A. Wolves FC
- La Máquina FC
- Moreno Valley Fútbol Club

- Junior Lone Star FC
- Outbreak FC
- Red Force FC
- Tartan Devils Oak Avalon
- NTX Rayados

## Primo turno
| Squadra 1                | Risultato     | Squadra 2                 |
| ------------------------ | ------------- | ------------------------- |
| Red Force FC             | 2 - 4         | South Florida Surf        |
| Fredericksburg FC        | 0 - 3         | Christos FC               |
| Atlanta Silverbacks      | 4 - 1         | SC United Bantams         |
| El Farolito              | 0-0 (5-6 dcr) | Burlingame Dragons        |
| GPS Portland Phoenix     | 0 - 2         | GPS Omens                 |
| Western Mass Pioneers    | 2-2 (6-7 dcr) | Boston City FC            |
| New Jersey Copa FC       | 1 - 2 (dts)   | FC Motown                 |
| Charlotte Eagles         | 2 - 0         | Chattanooga FC            |
| Carolina Dynamo          | 2 - 1         | Legacy 76                 |
| Miami United             | 2 - 1         | Boca Raton FC             |
| Jacksonville Armada U-23 | 2-1           | The Villages SC           |
| Ocean City Nor'easters   | 3 - 1         | Junior Lone Star FC       |
| Reading United           | 1 - 0         | Clarkstown SC Eagles      |
| Michigan Bucks           | 1 - 0         | AFC Ann Arbor             |
| Derby City Rovers        | 1-1 (3-4 dcr) | Tartan Devils Oak Avalon  |
| Houston Dutch Lions      | 3 - 1         | North Texas Rayados       |
| FC Wichita               | 1-0 (dts)     | Azteca FC                 |
| Des Moines Menace        | 1 - 3         | AFC Cleveland             |
| Tulsa Athletic           | 1-1 (2-4 dcr) | Oklahoma City Energy U-23 |
| Sonoma County Sol        | 1-1 (4-5 dcr) | Anahuac FC                |
| Albion SC Pros           | 2 - 3         | Chula Vista               |
| FC Golden States Force   | 2 - 0         | Outbreak FC               |
| Fresno Fuego             | 4 - 1         | La Maquina                |
| Ventura County Fusion    | 1 - 2         | Moreno Valley FC          |
| FC Tucson                | 3 - 1         | Colorado Rush             |
| Osa FC                   | 0-0 (5-3 dcr) | Seattle Sounders U-23     |
| LA Wolves FC             | 4 - 2         | San Diego Zest            |
| Chicago FC United        | 1 - 0         | Grand Rapids FC           |

## Secondo turno
| Squadra 1                    | Risultato     | Squadra 2                 |
| ---------------------------- | ------------- | ------------------------- |
| T.B. Rowdies                 | 3 - 0         | Jacksonville Armada U-23  |
| Atlanta Silverbacks          | 1 - 2         | Charleston Battery        |
| Richmond Kickers             | 0 - 1         | Christos FC               |
| Rochester Rhinos             | 3 - 0         | FC Motown                 |
| Boston City FC               | 1 - 2         | GPS Omens                 |
| Miami United FC              | 1 - 2         | Jacksonville Armada       |
| Carolina Dynamo              | 1 - 6         | North Carolina FC         |
| Charlotte Eagles             | 2 - 3         | Charlotte Independence    |
| Tartan Devils Oak Avalon     | 0 - 9         | Louisville City           |
| FC Cincinnati                | 1 - 0 (dts)   | AFC Cleveland             |
| Miami FC                     | 3 - 2         | South Florida Surf        |
| Michigan Bucks               | 1 - 0         | Indy Eleven               |
| Reading United               | 3 - 2         | N.Y. Cosmos               |
| Ocean City Nor'easters       | 0-0 5-6 (dcr) | Harrisburg City Islanders |
| Chicago FC United            | 3 - 1         | Pittsburgh Riverhounds    |
| FC Wichita                   | 3 - 4 (dts)   | Saint Louis FC            |
| Houston Dutch Lions          | 1 - 2         | San Antonio FC            |
| Tulsa Roughnecks             | 5 - 3         | OKC Energy U23            |
| OKC Energy                   | 5 - 1         | Moreno Valley FC          |
| Colorado Springs Switchbacks | 2 - 0         | FC Tucson                 |
| Fresno Fuego                 | 1 - 3         | Phoenix Rising            |
| FC Golden State Force        | 2 - 5         | Orange County             |
| LA Wolves FC                 | 1 - 0 (dts)   | Chula Vista FC            |
| Sacramento Republic          | 4 - 0         | Anahuac FC                |
| San Francisco Deltas         | 2 - 1         | Burlingame Dragons FC     |
| OSA FC                       | 1-1 3-4 (dcr) | Reno 1868                 |

## Terzo turno
| Squadra 1                    | Risultato     | Squadra 2              |
| ---------------------------- | ------------- | ---------------------- |
| Michigan Bucks               | 1 - 2         | Saint Louis FC         |
| Rochester Rhinos             | 2 - 1 (dts)   | GPS Omens              |
| Jacksonville Armada          | 0 - 1         | Charleston Battery     |
| FC Cincinnati                | 1 - 0         | Louisville City        |
| North Carolina FC            | 4 - 1         | Charlotte Independence |
| Miami FC                     | 2 - 0         | T.B. Rowdies           |
| Reading United               | 0 - 3         | Harrisburg City I.     |
| Chicago FC United            | 0 - 1         | Christos FC            |
| Tulsa Roughnecks             | 0-0 7-6 (dtr) | San Antonio FC         |
| Colorado Springs Switchbacks | 1 - 2         | OKC Energy             |
| Phoenix Rising               | 1 - 2         | San Francisco Deltas   |
| LA Wolves FC                 | 0 - 1         | Orange County          |
| Sacramento Republic          | 2 - 0         | Reno 1868              |

## Quarto turno
| Squadra 1           | Risultato   | Squadra 2            |
| ------------------- | ----------- | -------------------- |
| Sacramento Republic | 4 - 1       | Real Salt Lake       |
| S.J. Earthquakes    | 2 - 0       | San Francisco Deltas |
| LA Galaxy           | 3 - 1       | Orange County        |
| Sporting K.C.       | 4 - 0       | Minnesota Utd        |
| Saint Louis FC      | 0 - 1       | Chicago Fire         |
| FC Dallas           | 2 - 1       | Tulsa Roughnecks     |
| N.Y. Red Bulls      | 1 - 0       | New York City        |
| Philadelphia Union  | 3 - 1       | Harrisburg City I.   |
| Atlanta United      | 3 - 2       | Charleston Battery   |
| North Carolina FC   | 2 - 3 (dts) | Houston Dynamo       |
| Orlando City        | 1 - 3       | Miami FC             |
| N.E. Revolution     | 3 - 0       | Rochester Rhinos     |
| FC Cincinnati       | 1 - 0       | Columbus Crew        |
| Seattle Sounders    | 2 - 1       | Portland Timbers     |
| Colorado Rapids     | 3 - 2       | OKC Energy           |
| D.C. United         | 4 - 1       | Christos FC          |

## Ottavi di finale
| Squadra 1        | Risultato       | Squadra 2           |
| ---------------- | --------------- | ------------------- |
| LA Galaxy        | 2 - 0           | Sacramento Republic |
| S.J. Earthquakes | 2 - 1           | Seattle Sounders    |
| FC Cincinnati    | 0 - 0 3-1 (dcr) | Chicago Fire        |
| N.Y. Red Bulls   | 1 - 1 5-3 (dcr) | Philadelphia Union  |
| Miami FC         | 3 - 2           | Atlanta United      |
| N.E. Revolution  | 2 - 1           | D.C. United         |
| Houston Dynamo   | 0 - 2           | Sporting K.C.       |
| FC Dallas        | 3 - 1           | Colorado Rapids     |

## Quarti di finale
| Squadra 1        | Risultato   | Squadra 2      |
| ---------------- | ----------- | -------------- |
| S.J. Earthquakes | 3 - 2       | LA Galaxy      |
| Sporting K.C.    | 3 - 0 (dts) | FC Dallas      |
| N.E. Revolution  | 0 - 1       | N.Y. Red Bulls |
| Miami FC         | 0 - 1       | FC Cincinnati  |

## Semifinali
| Squadra 1     | Risultato       | Squadra 2        |
| ------------- | --------------- | ---------------- |
| Sporting K.C. | 1 - 1 (5-4 dtr) | S.J. Earthquakes |
| FC Cincinnati | 2 - 2 (2-3 dts) | N.Y. Red Bulls   |

## Finale
| Arbitro: | Hilario Grajeda |

|                         |           |                       |
| Blessing 25’ Salloi 66’ | Marcatori | Wright-Phillips 90+1’ |